# 船越公威
船越 公威（ふなこし きみたけ、1948年 - ）は、日本の哺乳類学者。鹿児島国際大学国際文化学部教授。

## 人物
広島市に生まれる。1972年広島大学理学部生物学科動物学専攻卒業。
1979年九州大学大学院農学研究科博士課程修了（農学博士）。1979-1980年、日本学術振興会奨励研究員、九州大学研究生。
1981-1982年、九州歯科大学、精華女子短期大学非常勤講師、1982-1987年、九州大学医学部助手。
1987-1991年、鹿児島経済大学社会学部助教授、1992-1996年、鹿児島経済大学社会学部教授。
1997年 、鹿児島国際大学国際文化学部教授。

## 著書
- 白石哲; 荒井秋晴; 澄川精吾; 船越公威『ヒトと自然 : わたくしたちの生物学』東京教学社、1995年。ISBN 4808240068。
- 荒井秋晴; 白石哲; 澄川精吾; 船越公威『ヒトと自然』（新版）東京教学社、2000年。ISBN 4808240092。
- 船越公威; 福井大; 河合久仁子; 吉行瑞子『コウモリのふしぎ : 逆さまなのにもワケがある』技術評論社〈知りたいサイエンス 014〉、2007年。ISBN 9784774131351。
- 荒井秋晴; 白石哲; 澄川精吾; 船越公威; 鶴崎健一『ヒトと自然』（新版, 第2版）東京教学社、2011年。ISBN 9784808240134。
- 船越公威『コウモリ学―適応と進化』東京大学出版会、2020年。ISBN 978-4-13-060240-2。

## 論文
- 国立情報学研究所収録論文 国立情報学研究所

- K. Arai; A. Inoue; 船越公威 (2013), “Development of sounds during postnatal growth of the eastern bent-winged bat Miniopterus fuliginosus”, Mammal Study 38 (1):  49-56.

- Watari, Y.; Nagata, J.; 船越公威 (2011), “New detection of a 30-year-old population of introduced mongoose Herpestes auropunctatus on Kyushu Island, Japan”, Biological Invasions 13 (2):  269-276.

- 船越公威; Nomura, E.; Matsukubo, M.; Wakita, Y. (2010), “Postnatal growth and vocalization development of the lesser horseshoe bat, Rhinolophus cornutus, in the Kyushu District, Japan”, Mammal Study 35 (1):  65-78.

- 船越公威; Katahira, R.; Ikeda, H. (2009), “Night-roost usage and nocturnal behavior in the Japanese house-dwelling bat, Pipistrellus abramus”, Mammal Study 34 (3):  131-139.

- 船越公威; Kubo, S.; Nakumo, S.; Shioya, K.; Okada, S. (2007), “The distribution of invasive small Indian mongooses, Herpestes javanicus, on Amami-Ohshima Island based on the use of tracking-tunnels”, Japanese Journal of Conservation Ecology 12 (2):  156-162.

- 船越公威; Zubaid, A.; Matsumura, S. (1995), “Regular pulse emission in some megachiropteran bats”, Zoological science 12 (4):  503-505.

- 船越公威; Watanabe, H.; Kunisaki, T. (1993), “Feeding ecology of the northern Ryukyu fruit bat, Pteropus dasymallus dasymallus, in a warm-temperate region”, Journal of Zoology 230 (2):  221-230.